# Nuncjatura Apostolska w Egipcie
Nuncjatura Apostolska w Egipcie – misja dyplomatyczna Stolicy Apostolskiej w Arabskiej Republice Egiptu. Siedziba nuncjusza apostolskiego mieści się w Kairze.
Od 2000 nuncjusz apostolski w Egipcie jest również delegatem przy Lidze Państw Arabskich i od 2023 nuncjuszem apostolskim w Omanie.

## Historia
28 maja 1839 papież Grzegorz XVI utworzył Delegaturę Apostolską w Egipcie i Arabii. W 1928 zmieniła ona nazwę na Delegatura Apostolska w Egipcie, Arabii, Erytrei i Etiopii, a w 1937 powrócono do poprzedniej nazwy.
23 sierpnia 1947 papież Pius XII podniósł ją do rangi internuncjatury apostolskiej oraz zmienił jej nazwę na Internuncjatura Apostolska w Egipcie. W 1966 została ona podniesiona do rangi nuncjatury apostolskiej. W latach 1958–1971 nosiła ona nazwę (Inter)nuncjatura Apostolska w Zjednoczonej Republice Arabskiej.

## Przedstawiciele papiescy w Egipcie

### Delegaci apostolscy
- abp Jean-Baptiste Auvergne (1833 - 1836) Francuz; jednocześnie wikariusz apostolski Syrii, Egiptu, Arabii i Cypru oraz delegat apostolski w Syrii
- bp Perpetuo Guasco da Solero OFMObs (1839 - 1859) Włoch; jednocześnie wikariusz apostolski Egiptu
- bp Paškal Vujičić OFMObs (1860 - 1866) Chorwat; jednocześnie wikariusz apostolski Egiptu
- abp Ljudevit Ćurčija OFMObs (1866 - 1881) Chorwat; jednocześnie wikariusz apostolski Egiptu
- abp Anacleto Chicaro OFMObs (1881 - 1888) Włoch; jednocześnie wikariusz apostolski Egiptu
- abp Guido Corbelli OFMObs (1888 - 1896) Włoch
- abp Gaudenzio Bonfigli OFMObs (1896 - 1904) Włoch
- abp Aurelio Briante OFM (1904 - 1921) Włoch; jednocześnie wikariusz apostolski Egiptu
- abp Andrea Cassulo (1921 - 1927) Włoch
- abp Valerio Valeri (1927 - 1933) Włoch
- abp Riccardo Bartoloni (1933) Włoch
- abp Torquato Dini (1933 - 1934) Włoch
- abp Gustavo Testa (1934 - 1945) Włoch

### Internuncjusze apostolscy
- abp Arthur Hughes MAfr (1947 - 1949) Anglik
- abp Albert Levame (1949 - 1954) Monakijczyk
- abp Georges de Jonghe d’Ardoye MEP (1955 - 1956) Belg
- abp Silvio Angelo Pio Oddi (1957 - 1962) Włoch
- abp Mario Brini (1962 - 1965) Włoch

### Nuncjusze apostolscy
do 1995 z tytułem pronuncjusza
- abp Lino Zanini (1966 - 1969) Włoch
- abp Bruno Bernard Heim (1969 - 1973) Szwajcar
- abp Achille Glorieux (1973 - 1984) Francuz
- abp Giovanni Moretti (1984 - 1989) Włoch
- abp Antonio Magnoni (1989 - 1995) Włoch
- abp Paolo Giglio (1995 - 2002) Maltańczyk
- abp Marco Dino Brogi OFM (2002 - 2006) Włoch
- abp Michael Fitzgerald MAfr (2006 - 2012) Anglik
- abp Jean-Paul Gobel (2013 - 2015) Francuz
- abp Bruno Musarò (2015 - 2019) Włoch
- abp Nicolas Thévenin (od 2019) Francuz